# Schlacht von Ferozeshah
Mudki – Ferozeshah – Aliwal – Sobraon

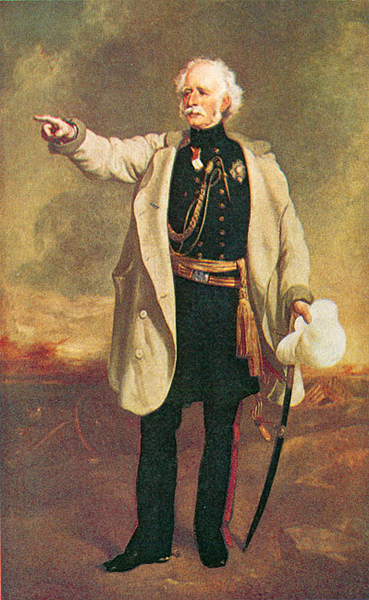
General Hugh Gough

Lord Hardinge (auf dem Schimmel) und Prinz Waldemar (mit Mütze) besichtigen das Schlachtfeld

Die Schlacht von Ferozeshah war eine militärische Auseinandersetzung vom 21. bis 22. Dezember 1845 zwischen der Britischen Ostindien-Kompanie und der Sikh-Armee des Punjab im Ersten Sikh-Krieg.

## Vorgeschichte
Einen Tag nach der siegreichen Schlacht von Mudki, am 19. Dezember 1845 erhielt General Hugh Gough Verstärkung durch vier Regimenter und eine Abteilung schwere Geschütze. Die geschlagene Sikh-Armee hatte sich auf Ferozeshah zurückgezogen, während eine zweite General John Littler in Firozpur bewachte.
Gough beschloss, sich erst mit den in Firozpur belagerten Truppen unter Littler zu vereinigen und dann eine der beiden Sikh-Armeen zu schlagen. Ferozeshah liegt 16 km nordwestlich von Mudki, auf halbem Weg nach Firozpur.
Einen Tag darauf unterstellte Generalgouverneur Henry Hardinge General Gough seinem Befehl. Am Morgen des 21. Dezember 1845 ließ Gough das Lager abbrechen und marschierte los. Littler hatte keine Befehle erhalten und rückte erst um 8 Uhr morgens ab. Gough wollte das Tageslicht ausnutzen und nicht auf Littlers Ankunft warten, Hardinge zwang ihn jedoch in seiner Funktion als Generalgouverneur, Littlers Ankunft abzuwarten. Schließlich vereinigte sich Goughs Armee um 12:30 Uhr, 6,5 km von den Stellungen der Sikh-Armee entfernt, mit der Littlers, dem es gelungen war, die Sikh-Truppen unter dem Befehl von Tej Singh, die zu seiner Bewachung abgestellt worden waren, zu täuschen. Die vereinte britische Armee umfasste nun 16–18.000 Mann.

## Verlauf
Nach der Vereinigung marschierte Gough auf die Stellungen der Sikhs zu, die die Form eines Parallelogramms mit 1,5 km auf 800 m mit Ferozeshah im Zentrum hatten. Littlers Division an der linken Flanke, Wallace in der Mitte und Gilberts an der rechten Flanke. Die Artillerie befand sich zum Großteil im Zentrum, jeder Flügel wurde mit einer Brigade Kavallerie unterstützt. Die Division des Generals Henry Smith bildete mit dem Rest der Kavallerie die Reserve. Hardinge übernahm den Befehl über den linken, Gough den über den rechten Flügel. Um 15:30 Uhr begann die Schlacht. Die Briten gingen vor und die Sikhs eröffneten schweres Artilleriefeuer. Eine Brigade unter Reed wurde mit schweren Verlusten zurückgedrängt, während es dem Rest der Armee gelang, die Sikhs zurückzuwerfen. Auf Befehl Hardinges füllte Smith die durch Reeds Rückzug entstandene Lücke, zerschlug einen Gegenangriff der Sikhs und eroberte viele Kanonen. Auf der linken Seite der Sikhs gelang den 3rd Light Dragoons unter schweren Verlusten ein Einbruch in das brennende feindliche Lager. Smith war es indes mit 2–3.000 Mann ebenfalls gelungen, in das Zentrum der Sikh-Positionen zu gelangen. Lange nach Einbruch der Dunkelheit, um 3 Uhr, zog er sich auf Misriwala zurück, wo er viele Versprengte vorfand. Hardinge und Gough formierten die Truppen vor den Stellungen der Sikhs neu. Die Lage war unklar, Hardinge hatte viele Verluste erlitten, er sandte den als Beobachter anwesenden Prinz Waldemar von Preußen nach hinten in Sicherheit und gab den Befehl, die Unterlagen in Mudki zu verbrennen.
Am Morgen des 22. Dezembers nahm Gough den Angriff wieder auf und Smith schloss sich ihm an. Die Stellungen waren aber von Lal Singh verlassen worden und die Briten stießen nur auf wenig Widerstand von Nachzüglern. Hierbei erbeuteten die Briten 73 aufgegebene Kanonen. Als die frischen Truppen unter Tej Singh auftauchten, ließ Gough seine Truppen die nördlichen und westlichen Stellungen der Sikhs besetzen. Die britischen Truppen waren trotz ihres Sieges in einer schlechten Position. Sie waren erschöpft, die Sepoys waren unzuverlässig und die Munition war knapp. Tej Singhs Artillerie eröffnete das Feuer und seine irreguläre Kavallerie bedrohte die rechte Flanke von Goughs Infanterie, worauf dieser ihr den Befehl gab, Karrees zu bilden, während die Artillerie das Feuer der Sikhs wegen Munitionsmangel nicht erwidern konnte. Die Sikh-Kavallerie wagte gegen diese keinen Angriff und wurde von den 3rd Light Dragoons zurückgeworfen. Um 16 Uhr zog sich Tej Singh zurück und die Schlacht von Ferozeshah war zu Ende.

## Auswirkungen
Das Ergebnis der Schlacht war ein knapper britischer Sieg. Hätte Tej Singh sich am 22. Dezember nicht mit seinen frischen Truppen zurückgezogen, sondern früher die erschöpften und an Munitionsmangel leidenden Briten angegriffen, hätte das Ergebnis ein Sieg der Sikhs sein können. So aber zog sich die Sikh-Armee wieder über den Satluj zurück, den sie erst am 11. Dezember überschritten hatte.